# Киреев, Сергей Васильевич
Сергей Васильевич Киреев (род. 22 октября 1954 года, г. Славянск) — ученый, доктор физико-математических наук, профессор. Заслуженный работник высшей школы Российской Федерации (2023). Почетный работник высшего профессионального образования Российской Федерации, академик Нью-Йоркской академии наук (с 1995 г.). За лучшую научную работу Киреев С. В. был удостоен звания лауреата Премии МИНВУЗа СССР. Награждён медалью «В Память 850-летия Москвы», медалью академика Бочвара А. А., орденом Курчатова И. В., медалью Попова А. С. «За заслуги в развитии радиоэлектроники и связи», двумя медалями ВДНХ СССР, имеет благодарности и почетные грамоты РОСАТОМА, НИЯУ МИФИ и др. Профессор отделения лазерных и плазменных технологий офиса образовательных программ, декан факультета повышения квалификации и переподготовки кадров, директор Центра мониторинга и рейтинговых исследований Национального исследовательского ядерного университета «МИФИ».

## Биография
Сергей Васильевич Киреев (род. 22 октября 1954 года, г. Славянск) — известный ученый в области высокочувствительной лазерной спектроскопии, доктор физико-математических наук, профессор. Разработал новые методы лазерно-флуоресцентного детектирования долгоживущих радионуклидов, на основе которых создан лазерный комплекс для детектирования в реальном масштабе времени глобального радионуклида йода-129 с лучшей в мире чувствительностью. Результаты научных исследований Киреева С. В. изложены в ведущих отечественных и зарубежных журналах (свыше 220 работ) . Под его руководством защищен целый ряд диссертаций. Почетный работник высшего профессионального образования Российской Федерации, академик Нью-Йоркской академии наук (с 1995 г.). За лучшую научную работу Киреев С. В. был удостоен звания лауреата Премии МИНВУЗа СССР. Награждён медалью «В Память 850-летия Москвы», медалью академика Бочвара А. А., орденом Курчатова И. В., медалью Попова А. С. «За заслуги в развитии радиоэлектроники и связи», двумя медалями ВДНХ СССР, имеет благодарности и почетные грамоты РОСАТОМА, НИЯУ МИФИ и др. Высшее образование получил в МИФИ на факультете экспериментальной и теоретической физики. С 1978 г. по настоящее время работает в НИЯУ МИФИ: научный сотрудник, старший научный сотрудник, доцент, профессор отделения лазерных и плазменных технологий офиса образовательных программ, декан факультета повышения квалификации и переподготовки кадров, директор Центра мониторинга и рейтинговых исследований Национального исследовательского ядерного университета «МИФИ».

## Научная деятельность
Сергеем Васильевичем Киреевым в последние годы разработаны инновационные методы и средства лазерного детектирования в реальном масштабе времени долгоживущих радионуклидов йода в технологических средах переработки отработанного ядерного топлива (ОЯТ) с лучшей в мире чувствительностью. Данные методы защищены рядом патентов. В настоящее время под руководством профессора С. В. Киреева создается лазерный комплекс для использования его на предприятиях ГК «Росатома» с целью обеспечения экологически безопасного и экономически эффективного процесса переработки ОЯТ.
С. В. Киреев активно работает и работал в интересах атомной отрасли. Являлся членом НТС № 10 РОСАТОМа «Вывод из эксплуатации ядерных и радиационно опасных объектов и реабилитация загрязненных территорий», членом рабочих групп, связанных с разработкой двух законопроектов специальных технических регламентов — «О требованиях к ядерной и радиационной безопасности при обращении с радиоактивными отходами» и «О требованиях к безопасности радиационной техники и приборов», членом комиссии комитета Государственной Думы России по экологии, связанной с проведением общественной независимой экспертизы экологической обстановки на Теченском каскаде водоемов и реки Теча, сложившейся в результате деятельности ФГУП ПО «Маяк» РОСАТОМА РФ, ключевым экспертом Программы Европейского союза ТАСИС, связанной с созданием системы обращения с РАО в России.

## Статьи за последние годы
1. Performance Indicators Analysis of Universities Participating in the Priority 2030 Program Research Track Анализ показателей эффективности университетов — участников исследовательского трека программы Приоритет-2030 // Vysshee Obrazovanie v Rossii, 2024 Vol. 33, No. 3 pp. 49-63
2. Application of TDLAS for measuring absorption coefficients of H2S rotational absorption lines near the wavelength of 2 µm // Laser Physics Letters, 2023 Vol. 20, No. 12, Q1
3. First Successes and Failures of Universities Participating in Leadership in the Region and/or Industry Track of the Priority 2030 Program Первые успехи и неудачи университетов — участников трека Территориальное и отраслевое лидерство программы Приоритет-2030 // Vysshee Obrazovanie v Rossii, 2023 Vol. 32, No. 7, Q2 pp. 48-66
4. Effect of gas mixture pressure on detection sensitivity of molecular iodine in the atmosphere by laser-fluorescent method using a copper vapor laser (578.2 nm) // Laser Physics Letters, 2023 Vol. 20, No. 9, Q1
5. The First Year of the Priority 2030 Program Implementation: Positive Results and Problem Areas of Research Track Universities Первый год реализации программы Приоритет-2030: позитивные результаты и проблемные направления университетов исследовательского трека // Vysshee Obrazovanie v Rossii, 2023 Vol. 32, No. 3, Q2 pp. 9-25
6. ПРИМЕНЕНИЕ МЕТОДА АБСОРБЦИОННОЙ ДИОДНОЙ ЛАЗЕРНОЙ СПЕКТРОСКОПИИ ДЛЯ ИЗМЕРЕНИЯ СОДЕРЖАНИЯ 13С И 12С В ВЫДЫХАЕМОМ ВОЗДУХЕ // Оптика и спектроскопия, 2023 г. Т. 131, Вып. 1 Стр. 116—122
7. Analysis of Performance of University Groups Belonging to Leadership in the Region and/or Industry Track of Priority 2030 Program [Анализ деятельности групп университетов трека Территориальное и отраслевое лидерство программы Приоритет-2030] // Vysshee Obrazovanie v Rossii, 2022 Vol. 31, No. 4 pp. 9-28
8. Real-time methods of hydrogen sulfide detection // Laser Physics Letters, 2022 Vol. 19, No. 7, Q1
9. Research Leadership of the Priority 2030 Program: Success Factors Исследовательское лидерство программы Приоритет-2030: факторы успеха // Vysshee Obrazovanie v Rossii, 2022 Vol. 31, No. 1, Q2 pp. 42-58
10. The H2S online detection in gaseous media using diode laser absorption spectroscopy in the range of 4860-4880 cm(-1) // Laser Physics Letters, 2022 Vol. 19, No. 2, Q1
11. Key performance indicators of Russian universities for 2015—2018: Dataset and Benchmarking Data // Data in Brief, 2022 Vol. 40, Q2
12. RSCI Observation of the Spectral Lines of 12С16O2 and 13С16O2 Absorption Constants Ranging 4860 — 4880 cm-1 by Laser Spectroscopy Method // 2020 pp. 186—190
13. RSCI Measurement of Collision Broadening of Spectral Lines 12C16O2 AND 13C16O2 in the 4860-4880 cm-1 Region by TDLAS // 2020 pp. 191—195
14. RSCI Using of Diode Laser Spectroscopy for Early Diagnosis of the Gastrointestinal Tract Diseases // 2020 pp. 196—200
15. National research and federal universities contribution to the project 5-100 // Vysshee Obrazovanie v Rossii, 2020 Vol. 29, No. 10, Q2 pp. 30-45
16. Project National Research University — Driver of russian higher education Проект национальныи исследовательскии университет — драивер россииского высшего образования // Vysshee Obrazovanie v Rossii, 2020 Vol. 29, No. 6, Q2 pp. 22-34
17. Flagship universities as development potential of regions and industries // Vysshee Obrazovanie v Rossii, 2020 Vol. 29, No. 8-9, Q2 pp. 9-25
18. Experimental measurement of collision broadening of vibrational-rotational spectral lines(12)C(16)O(2)and(13)C(16)O(2)in the 4860-4880 cm(-1)region by diode laser absorption spectroscopy // Laser Physics Letters, 2020 Vol. 17, No. 9, Q1
19. Experimental observation of the vibration-rotation radiation curves of (CO2)-C-12-O-16 and (CO2)-C-13-O-16 absorption constants ranging from 4860 to 4880 sm(-1) by the tunable diode laser absorption spectroscopy method // Laser Physics Letters, 2020 Vol. 17, No. 4, Q1
20. RSCI Use of Adaptive Algorithms for Filtration of Signals Obtained by Tdlas Method to Increase the Sensitivity of Measuring the Content of 13CO2 in Expressed Air // 2019 pp. 206—210
21. RSCI Application of Wiener Algorithm in the Problem of Measuring the Content of 13co2 in Exaled Air Using TDLAS // 2019 pp. 226—229
22. RSCI Application of the Least Square Method for Processing a Signal Obtained by Tdlas Method in the Problem of Measuring the Content of 13CO2 in Exhaled Air // 2019 pp. 230—234
23. Implementation of the adaptive Wiener filtering algorithm in the problem of measuring the (CO2)-C-13 content in expiratory air using the tunable diode laser absorption spectroscopy technique // Laser Physics Letters, 2019 Vol. 16, No. 4, Q1
24. Application of the Wiener filtering algorithm for processing the signal obtained by the TDLAS method using the synchronous detection technique for the measurement problem of (CO2)-C-13 concentration in exhaled air // Laser Physics Letters, 2019 Vol. 16, No. 8, Q1
25. Improving the (CO2)-C-13 content measurement accuracy in exhaled air using the Kalman technique for filtering the experimental signal obtained by the tunable diode laser absorption spectroscopy method with the frequency modulation of the diode laser pump current // Laser Physics Letters, 2019 Vol. 16, No. 9, Q1
26. Application of adaptive filters to improve online detection sensitivity of (CO2)-C-13 in a mixture with (CO2)-C-12 in expiratory air // Laser Physics Letters, 2019 Vol. 16, No. 7, Q1
27. Application of the least square method for processing the signal obtained by the tuneable diode laser absorption spectroscopy method in the range 4860-4880 cm-1 for the problem of measuring 13CO2 content in exhaled air // Laser Physics Letters, 2019 Vol. 16, No. 11, Q1
28. HAC Moscow International University Ranking The Three University Missions in the Global Educational Space // 2018 Vol. 27, No. 6 pp. 31-40
29. The Application of the Absorption Method for Measuring the Content of Odorant Natural Gas Mixtures in Real Time // 2018 pp. 239—243
30. The Use of the Synchronous Detection Technique to Increase the Detection Sensitivity of 13CO2 in the Exhalation of a Person // 2018 pp. 217—220
31. Increase of Accuracy of Detection of 13CO2 in the Exhalation of a Person Using the Algorithm of Empirical Mode Decomposition of the Recorded Signal // 2018 pp. 221—225
32. Moscow international university ranking The Three University Missions in the global educational space // Vysshee Obrazovanie v Rossii, 2018 Vol. 27, No. 6 pp. 31-40
33. The new method of real-time detection of I-129(2), (II)-I-129-I-127, I-127(2) and NO2 in gases using tunable diode laser operating in the range of 632—637 nm // Laser Physics Letters, 2018 Vol. 15, No. 2, Q1
34. Using empirical mode decomposition to increase the sensitivity of diode laser-based detection of (CO2)-C-13 in human exhaled breath // Laser Physics Letters, 2018 Vol. 15, No. 8, Q1
35. Kalman’s method to improve accuracy of online 13C16O2 measurement in the exhaled human breath using tunable diode laser absorption spectroscopy // Laser Physics Letters, 2018 Vol. 15, No. 9, Q1
36. Improving the accuracy and sensitivity of(13)C online detection in expiratory air using the TDLAS method in the spectral range of 4860-4880 cm(-1) // Laser Physics Letters, 2018 Vol. 15, No. 10, Q1
37. On-line monitoring of odorant in natural gas mixtures of different composition by the infrared absorption spectroscopy method // Laser Physics Letters, 2018 Vol. 15, No. 3, Q1
38. Use of pump current modulation of diode laser for increased sensitivity of detection of (CO2)-C-13 in human exhaled breath // Laser Physics Letters, 2018 Vol. 15, No. 3, Q1
39. Methods of (CO2)-C-14, (CO2)-C-13 and (CO2)-C-12 detection in gaseous media in real time // Laser Physics, 2017 Vol. 27, No. 10, Q2
40. Development of industrial-innovative clusters in Russia // International Journal of Applied Business and Economic Research, 2017 Vol. 15, No. 12, Q4 pp. 193—202
41. Laser-induced fluorescence method of molecular iodine detection in the atmosphere in real time using copper-vapor laser at the wavelength of 510.6 nm // Laser Physics Letters, 2017 Vol. 14, No. 6, TOP10
42. Economic clusters: Concepts and characteristic features // International Journal of Applied Business and Economic Research, 2017 Vol. 15, No. 13, Q4 pp. 123—132

## Награды
- Заслуженный работник высшей школы Российской Федерации (25 августа 2023 года) — за заслуги в научно-педагогической деятельности, подготовке квалифицированных специалистов и многолетнюю добросовестную работу[4]